# Schachen bei Vorau
Schachen bei Vorau est une ancienne commune autrichienne du district de Hartberg en Styrie.